# Isolante elettrico

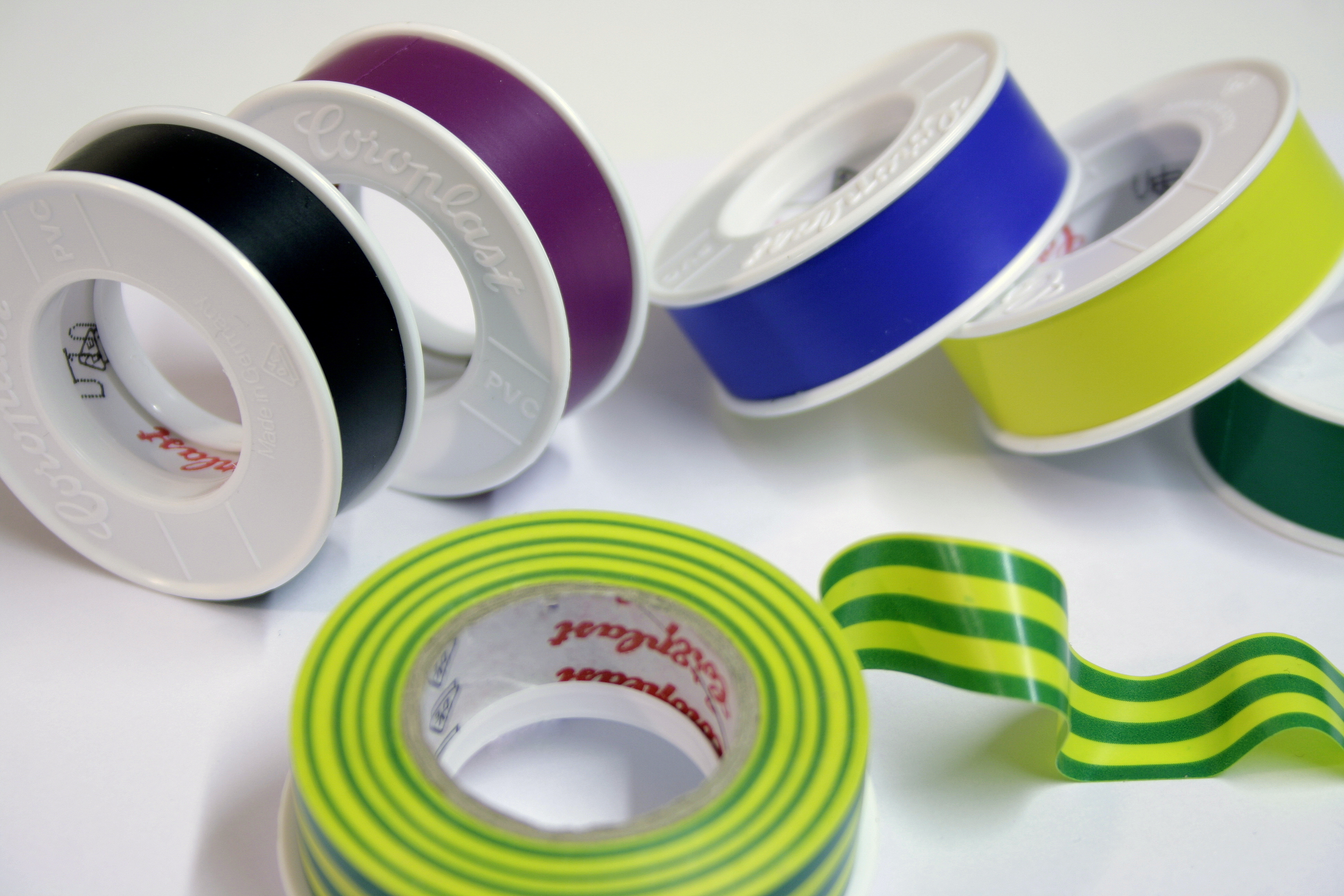
Nastro adesivo isolante

Un isolante elettrico è un materiale che non conduce corrente elettrica, materiali isolanti sono ad esempio il vetro, la carta, l'aria e le materie plastiche. Gli isolanti sono impiegati nei dispositivi e negli impianti elettrici per fare in modo che i componenti non interagiscano elettricamente, svolgono questa funzione ad esempio il rivestimento dei cavi elettrici e gli isolatori negli elettrodotti.
La cariche elettriche presenti negli isolanti hanno la capacità di polarizzarsi, in particolare quando un materiale isolante è impiegato per questo scopo allora assume il nome di dielettrico. Gli isolanti elettrici, a differenza conduttori e semiconduttori, hanno un numero molto limitato di cariche mobili, quando però su di essi è applicata una tensione sufficientemente elevata le cariche elettriche presenti diventano libere permettendo alla corrente di fluire. Gli isolanti sono caratterizzati da una resistenza elettrica molto elevata.

## Fisica degli isolanti elettrici

### Conduttività elettrica
Gli isolanti elettrici sono materiali, privi di cariche libere, che possiedono una banda energetica proibita molto ampia ed il campo elettrico esterno non fornisce sufficiente energia per consentire agli elettroni di raggiungere la banda di conduzione. Pertanto essa rimane quindi vuota e la conduzione risulta impossibile.
Gli isolanti sono sostanze di vario tipo la cui conducibilità elettrica è in generale estremamente bassa, al punto che in alcuni casi si può supporre praticamente nulla. I materiali in cui, al contrario, non si verificano effetti di polarizzazione sono i conduttori caratterizzati da una piccola resistività elettrica. Gli isolanti si distinguono dai semiconduttori, i quali hanno la differenza di energia fra le due bande di 1-4 eV raggiungibile per molti elettroni del materiale (vedi statistica di Boltzmann) con la sola energia termica presente a temperatura ambiente.

### Polarizzazione e rigidità dielettrica
Quando sugli isolanti agisce con campo elettrico le cariche presenti al loro interno si polarizzano orientandosi in direzione del campo. Questa propensione dei materiali a polarizzarsi dipende dalla loro permettività elettrica, che nei buoni isolanti deve quindi essere bassa. Tutti gli isolanti hanno quindi un limitato comportamento dielettrico. Quando su un isolante viene applicata un tensione sufficientemente elevata questa provoca la rottura dielettrica del materiale e genera al suo interno una scarica elettrica. La rigidità dielettrica è il massimo valore di campo elettrico a cui un isolante può essere sottoposto prima che avvenga la scarica.

## Materiali isolanti

### Isolanti gassosi

#### Aria

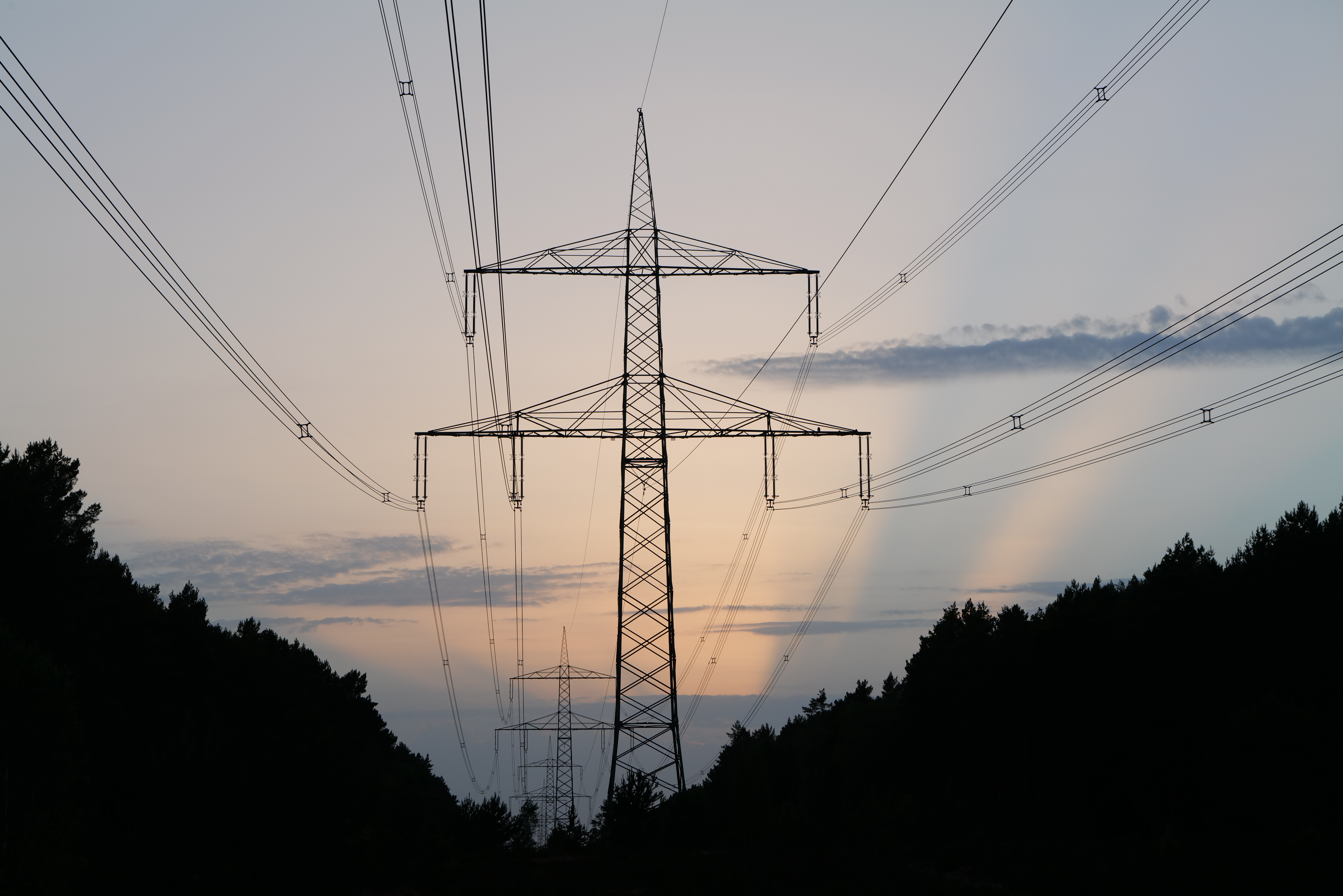
Un elettrodotto isolato principalmente dall'aria

L'aria è utilizzata come isolamento principale negli impianti in alta tensione, in particolare elettrodotti e sottostazioni elettriche. La rigidità dielettrica dell'aria è piuttosto ridotta, circa 3 kV/mm, di conseguenza questo tipo di isolamento è facilmente implementabile distanziando correttamente gli elementi conduttori. A causa di questa rigidità così ridotta i conduttori isolati con l'aria sono soggetti all'effetto corona, un fenomeno che a causa della perdita di isolamento produce delle scariche elettriche sulla superficie del conduttore stesso. L'aria inoltre è un gas auto-ripristinante in quanto in seguito a una scarica elettrica le sue proprietà isolanti si ripristinano identiche.

#### Esafloruro di zolfo

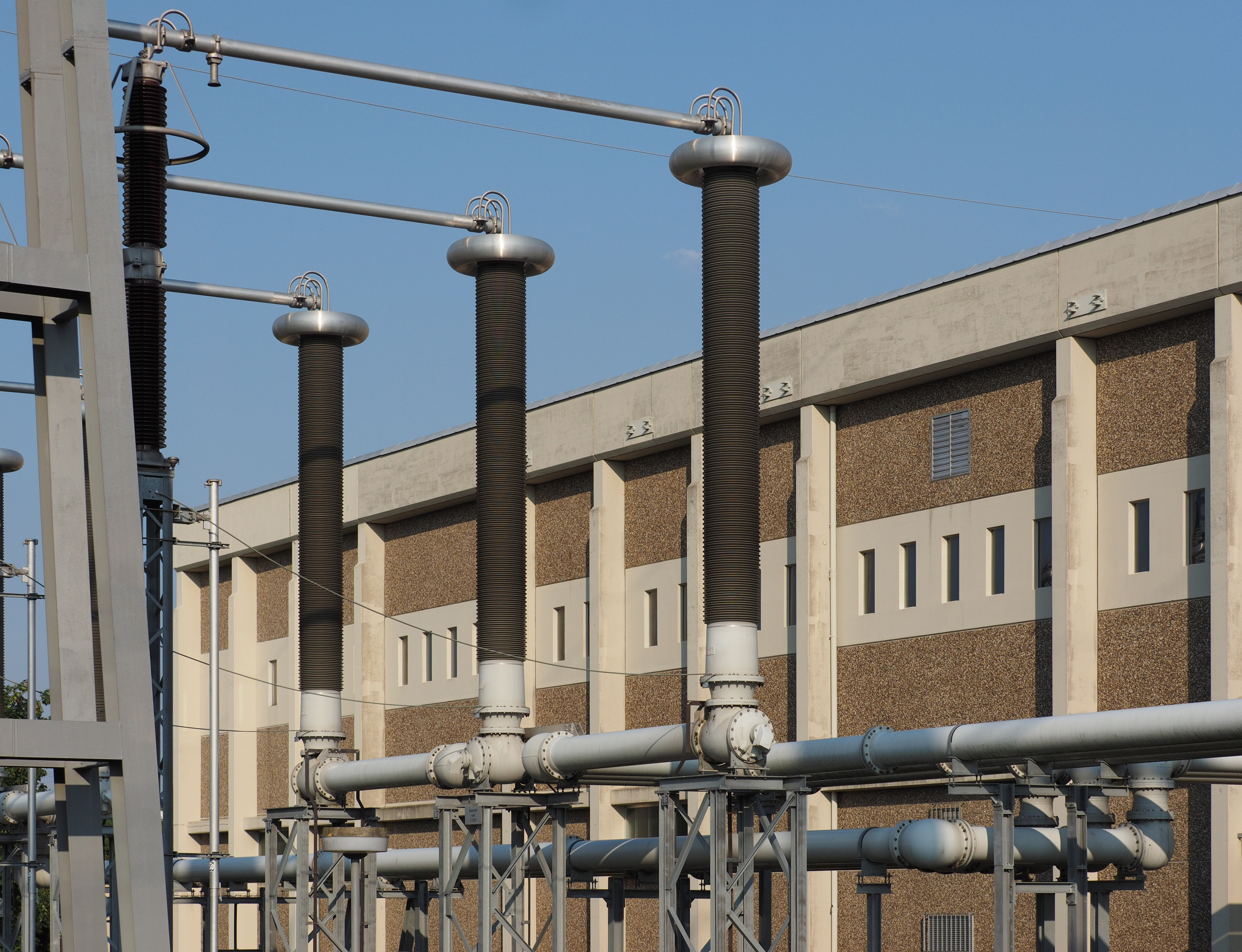
Blindosbarre isolate con l'esafluoruro di zolfo

L'esafluoruro di zolfo è un gas impiegato nelle sottostazioni elettriche per l'isolamento interno di isolatori passanti, interruttori, trasformatori voltmetrici capacitivi e blindosbarre. Per essere una gas ha una rigidità dielettrica piuttosto elevata, circa 9 kV/mm e riesce ad estinguere molto efficacemente gli archi elettrici. L'esafluoruro di zolfo inoltre è termicamente stabile, è inodore e non è tossico. A differenza dell'aria però, essendo impiegato in ambienti chiusi, non è auto-ripristinante e le sue qualità dielettriche sono soggette a deterioramento dovuto alla ionizzazione del gas. Tra i suoi sottoprodotti figura l'acido fluoridrico, che danneggia le apparecchiature e se disperso è un potente gas serra.

### Isolanti liquidi

#### Oli isolanti

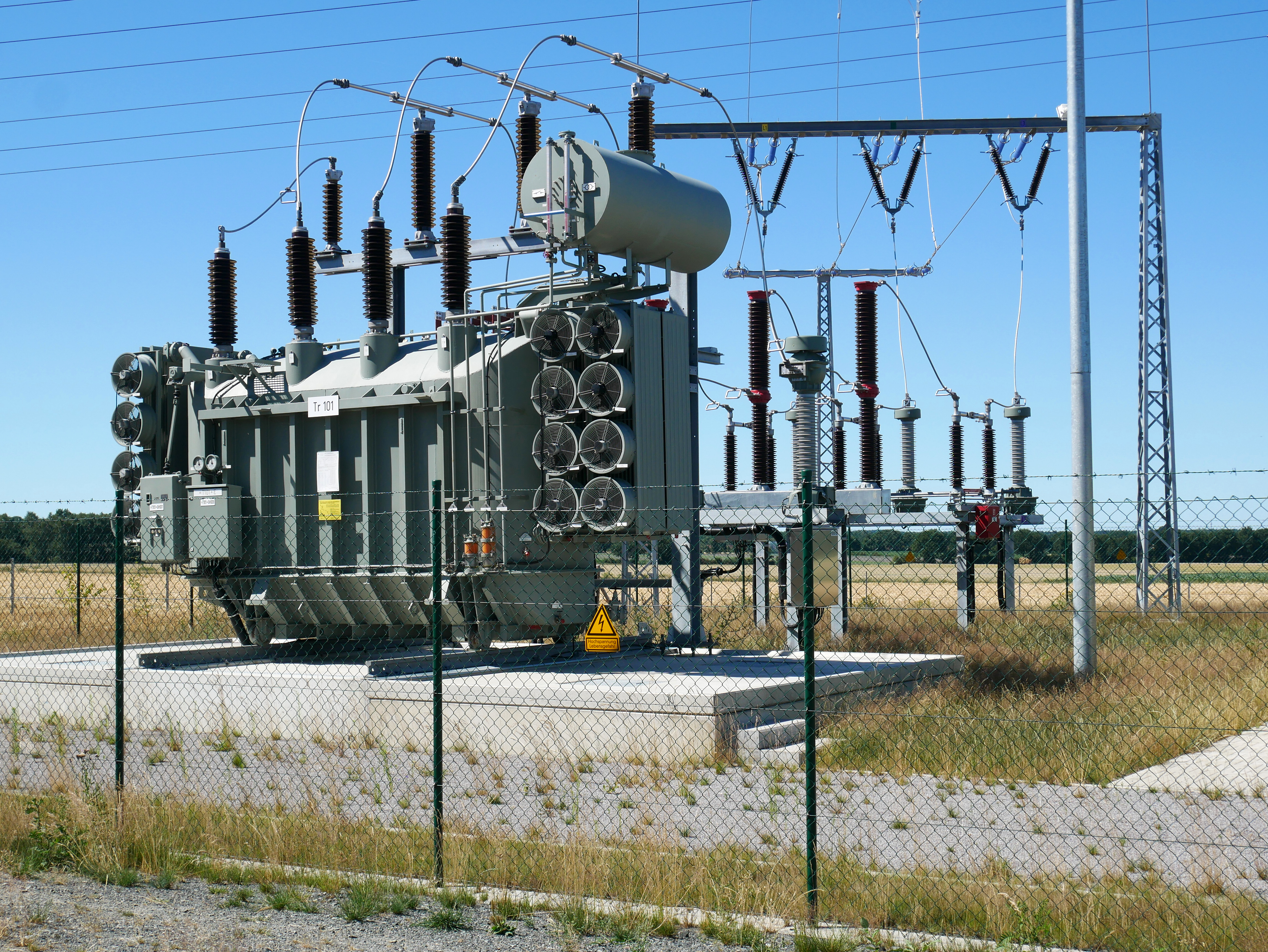
Trasformatore isolato a olio

Gli oli isolanti sono utilizzati principalmente nei trasformatori che operano in alta tensione, in cui svolgono anche la funzione di fluido refrigerante. All'interno del cassone del trasformatore l'olio circola per convezione o tramite pompe ed è raffreddato ad aria o ad acqua. L'olio isolante è spesso impiegato in combinazione con carta di cellulosa pura o altri materiali per l'isolamento di macchine elettriche di grande potenza.
L'olio minerale è un isolante diffuso, ha una rigidità dielettrica di circa 20 kV/mm, che però diminuisce molto in presenza di umidità e se al suo interno sono presenti bolle d'aria che possono provocare scariche parziali. L'olio minerale però a causa della degradazione chimica è propenso alla formazione di gas idrogeno e idrocarburi altamente infiammabili.  Per risolvere questa problematica sono stati sviluppati oli siliconici ad alta stabilità termica e rigidità dielettrica analoga agli oli minerali e gli esteri, composti organici caratterizzati da una minore rigidità dielettrica, ma da ottime proprietà di stabilità termica e di mantenimento della rigidità dielettrica a fronte di modesta umidità.

### Isolanti solidi

#### Vetro e porcellane

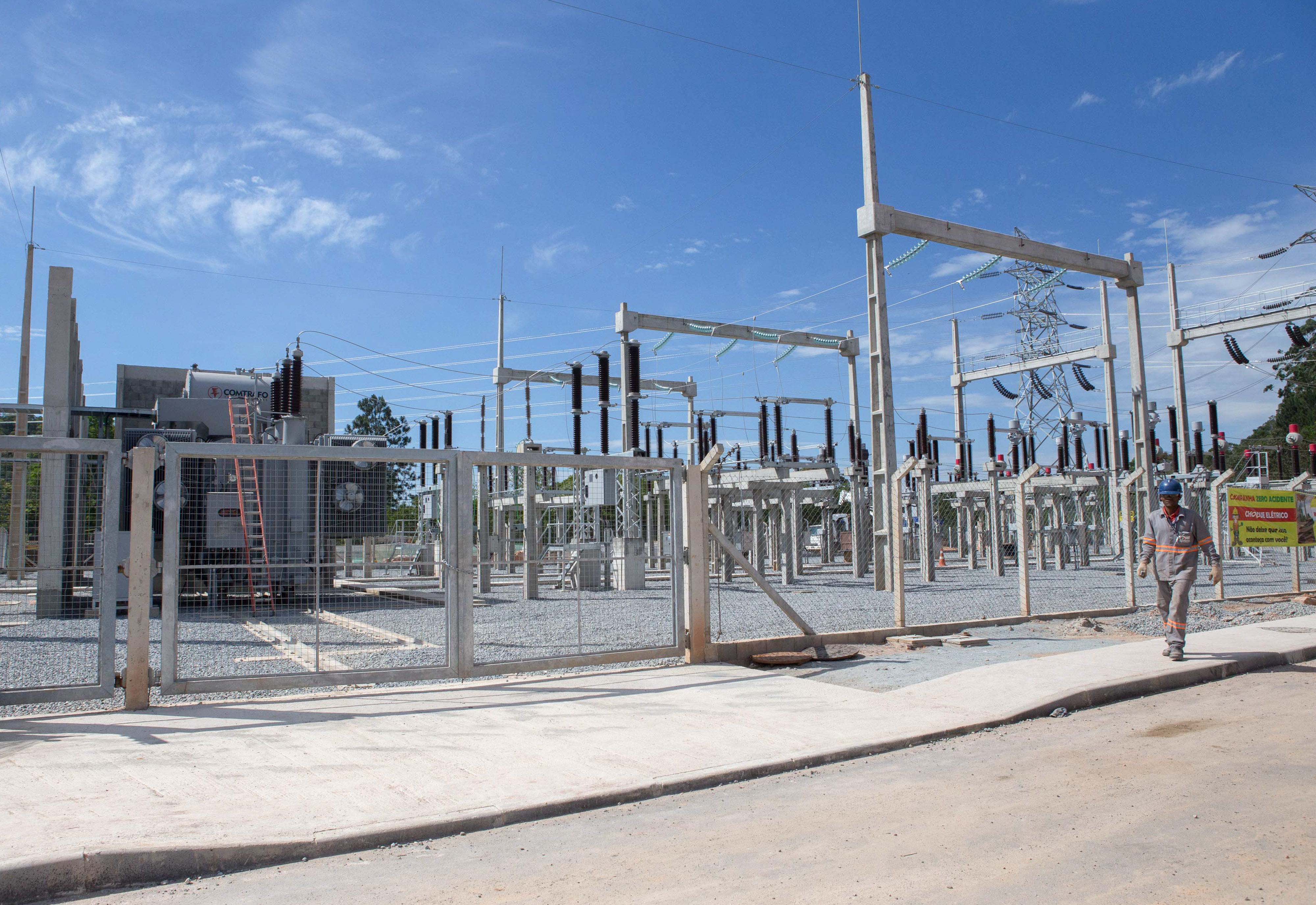
Sottostazione elettrica in cui sono visibili isolatori in vetro e porcellana

Il vetro è impiegato nell'isolamento tra le linee elettriche aeree e il traliccio che le sostiene, generalmente collegato a terra. Gli isolatori in vetro sono adatti a sopportare l'alta tensione avendo una rigidità dielettrica compresa tra i 25 e i 100 kV/mm.
Le porcellane smaltate sono impiegate principalmente nelle sottostazioni elettriche come isolatori portanti, e come isolamento esterno di isolatori passanti, blindosbarre, trasformatori di misura voltmetrici e amperometrici e sezionatori. Hanno una rigidità dielettrica compresa tra i 12 e i 30 kV/mm.

#### Minerali
Materie di origine minerale impiegate nell'isolamento sono la mica (rigidità dielettrica tra 50 e 120 kV/mm) nelle macchine rotanti, e polveri di ossido di magnesio compresse per cavi resistenti agli incendi. In passato era usato anche l'asbesto, in particolare per l'isolamento elettrico nei forni industriali.

#### Materie plastiche

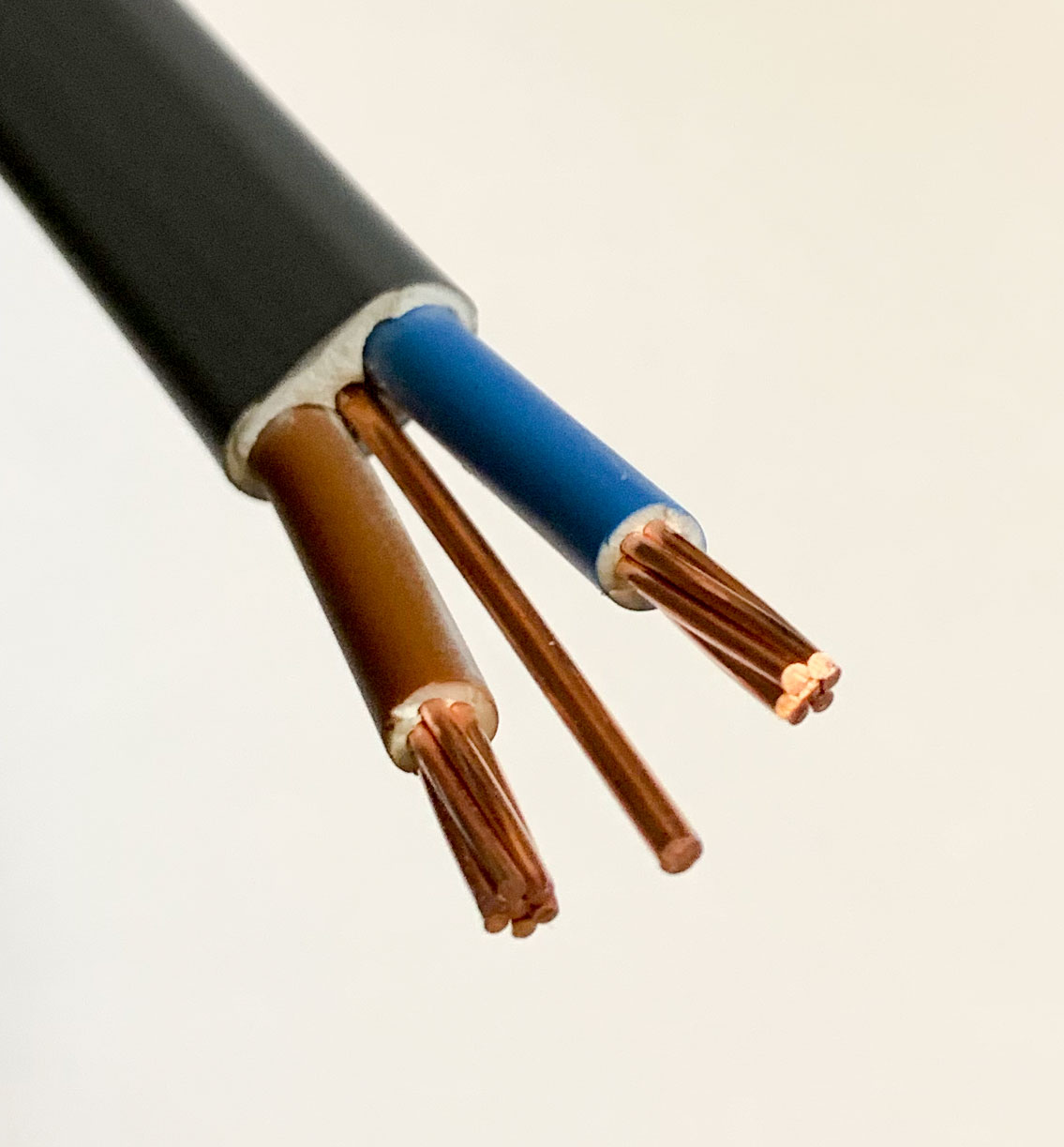
Cavo multipolare isolato con materie plastiche

Le materie plastiche sono estremamente diffuse nell'isolamento di conduttori in bassa e media tensione quali cavi elettrici, schede elettroniche e apparecchi elettrici e macchine elettriche di bassa potenza. Questo successo è dovuto alla buona rigidità dielettrica e stabilità termica, al basso costo e alla facilità di lavorazione.
Le materie plastiche sono particolarmente soggette alle sollecitazioni termiche, che ne degradano notevolmente le proprietà isolanti. Per gli isolanti plastici allora è necessario stabilire un temperatura di servizio tale che possa essere applicata al materiale per tutta la sua vita operativa stabilita dal progetto. La temperatura a cui un isolante è sottoposto però non è mai costante nel tempo a causa di sovraccarichi, cortocircuiti e altre anomalie. Attraverso prove sperimentali coadiuvate dal modello di Arrhenius è possibile stabilire la curva di vita termica dell'isolante, per la quale generalmente un aumento di 10 °C provoca un dimezzamento della vita utile. In mancanza delle curve termiche è possibile assegnare a un isolante plastico una certa classe di funzionamento, il cui valore però dipende da numerosi fattori quali sollecitazioni meccaniche e deterioramento chimico. Altre temperature caratteristiche dei materiali plastici sono la temperatura di transizione vetrosa, superata la quale il materiale diventa duro e fragile, e la temperatura di fusione.
I materiali plastici usati si distinguono principalmente in base al tipo di lavorazione e possono essere termoplastici o termoindurenti. I polimeri termoplastici diventano di facile lavorazione all'aumentare della temperatura, posso quindi essere stampati a caldo o estrusi. I materiali termoplastici sono impiegati principalmente nell'isolamento dei cavi elettrici, tra questi i più diffusi sono il polietilene (sigla PE, rigidità dielettrica 50 kV/mm) il polivinilcloruro (PVC) il polietilene reticolato (XLPE) e la gomme (rigidità dielettrica tra i 20 e i 40 kV/mm) quali il copolimero di polietilene e polipropilene (EPR).
I polimeri termoindurenti invece devono essere invece modellati prima della polimerizzazione e non possono essere trasformati con la sola temperatura. I materiali termoplastici sono impiegati principalmente nell'isolamento di macchine elettriche e componenti elettriche di bassa potenza, tra questi i più diffusi sono il film di polipropilene (PP), per l'isolamento nei condensatori, il politetrafluoroetilene (rigidità dielettrica 65 kV/mm) usato per l'isolamento rigido di schede elettroniche e connettori, sono poi impiegati anche resina epossidica, resine viniliche, resina poliimmide, smalto, policarbonato e polietilene tereftalato (PET).